# Nymphopsis melidae
Nymphopsis melidae är en havsspindelart som beskrevs av Sawaya, M.P. 1947. Nymphopsis melidae ingår i släktet Nymphopsis och familjen Ammotheidae. Inga underarter finns listade i Catalogue of Life.